# A Thousand Different Ways
A Thousand Different Ways è il terzo album in studio del cantante statunitense Clay Aiken, pubblicato nel 2006. Contiene dieci cover e quattro brani originali.

## Tracce
1. Right Here Waiting (Richard Marx cover)
2. Lonely No More
3. Without You (Badfinger cover)
4. Everytime You Go Away (Paul Young cover)
5. Sorry Seems to Be the Hardest Word (Elton John cover)
6. When I See You Smile (Bad English cover)
7. A Thousand Days
8. (Everything I Do) I Do It for You (Bryan Adams cover)
9. Because You Loved Me (Céline Dion cover)
10. I Want to Know What Love Is (Foreigner cover)
11. These Open Arms
12. Here You Come Again (Dolly Parton cover)
13. Everything I Have
14. Broken Wings (Mr. Mister cover)